# Eupithecia degenerata
Eupithecia degenerata är en fjärilsart som beskrevs av Franz Dannehl 1933. Eupithecia degenerata ingår i släktet Eupithecia och familjen mätare. Inga underarter finns listade i Catalogue of Life.